# فستان الشمس
فستان الصيف أو فستان الشمس (بالإنجليزية: Sundress)‏ هو رداء غير رسمي ليس له شكل محدد يصنع من الأقمشة الخفيفة خاصة القطن للاستخدام الصيفي خاصة. يفترض أن يتم ارتداؤه بدون أي رداء تحته، و على هذا لابد أن يجمع بين الاحتشام والسماح لأشعة الشمس بالمرور.